# Ligusticum likiangense
Ligusticum likiangense là một loài thực vật có hoa trong họ Hoa tán. Loài này được (H. Wolff) F.T. Pu & M.F. Watson mô tả khoa học đầu tiên năm 2004.